# Rättshjälpsmyndigheten
Rättshjälpsmyndigheten, som finns i Sundsvall, är en rikstäckande myndighet som har till uppgift att handlägga vissa ärenden om rättshjälp enligt rättshjälpslagen (1996:1619) samt vissa ärenden om betalning till eller utbetalning från staten. Myndigheten fungerar som kravmyndighet när enskilda ska ersätta statens kostnader i brottmål och tvistemål.
Myndighetschef är lagmannen i Sundsvalls tingsrätt.